# 무경십서
무경십서(武經十書, 영어: Ten Military Classics)는 신동준이 집필한 중국 병법서 10가지를 해설한 책이다. 중국의 7대 병법서인 ≪손자병법≫, ≪오자병법≫, ≪사마법≫, ≪울료자≫, ≪이위공문대≫, ≪육도≫, ≪삼략≫ 등의 '무경칠서'에 ≪손빈병법≫, ≪장원≫, ≪삼십육계≫를 더해 서술하였다.

## 목록
- 손자병법(孫子兵法) - 제자백가사상을 한 권에 집대성으로 주로 단기적 편법 지향으로 약자가 선호
- 오자병법(吳子兵法) - 무패의 명장이자 재상인 오자가 쓴 병법서로서 주로 장기적 정공법 지향으로 강자가 선호
- 사마법(司馬法) - 춘추시대 제나라 사마양저가 저술한 병법서.인의와 도덕에 입각한 전쟁론 주장.
- 육도(六韜) - 3000년 세월을 거슬러 내려온 최고(最古)의 병법서.강태공이 저술한 병법서
- 울요자(尉繚子) - 전국시대의 손자병법, 오자병법과 함께 대표적인 병법서
- 삼략(三略) - 육도와 함께 중국 최고의 병법서.장량의 병법서로 이름이 높다.
- 이위공문대(李衛公問對) - 당나라 이정이 편찬한 병법서.당나라 전술의 기본인 육화진법이 기재되어있다.신라가 이를 참고로 육진병법을 만들었다.
- 손빈병법(孫臏兵法) - 평화는 무력을 통해 비로소 가능하다고 주장.손무의 5대손 손빈이 저술한 병법서. 손빈은 손무와 같이 손자로 불린다.
- 장원(將苑) - 고대 중국의 장수들의 용병술을 모아서 기록.제갈량이 저술했다고 전해진다.
- 삼십육계(三十六計) - 현실과 가장 맞닿아 있는 계책의 보고.많은 시대의 다양한 책략,처세술,기책등이 저술된 폭넓은 병법서.손자병법과 함께 가장 널리 사용된 병법서.

## 같이 보기
- 전략 & 전술
- 사서오경(사서삼경)
- 사주팔자(사주명리, 명리학)
- 명리학 3대 고전
  - 자평진전(子平眞詮)
  - 연해자평(淵海子平)
  - 삼명통회(三命通會)
  - 명리학 5대 고전(명리학 3대 고전 + 2)
    - 궁통보감(窮通寶鑑)
    - 명리정종(命理正宗)

## 관련 서적
- 신동준. 《무경십서》. 역사의아침. 2012년. ISBN 9788993119510